# Fritz Koch
Fritz Koch, född 12 mars 1956 i Villach i Kärnten, är en österrikisk tidigare backhoppare, längdskidåkare och utövare av nordisk kombination, och nuvarande backhoppstränare. Han representerade SV Villach.   

## Karriär
Fritz Koch startade i österrikiska skolmästerskapen i längdskidåkning och nordisk kombination 1969. Han vann två bronsmedaljer. Han vann även en bronsmedalj i skolmästerskapen i nordisk kombination 1970. I perioden 1972 till 1976 vann 4 guldmedaljer, en silvermedalj och en bronsmedalj i nordisk kombination under österrikiska ungdomsmästerskapen. Han vann även en silvermedalj i längdåking och en silvermedalj i backhoppning under ungdomsmästerskapen. I ösetrrikiska seniormästerskapen i nordisk kombination vann han från 1977 till 1984 5 guldmedaljer och en silvermedalj. Under olympiska vinterspelen 1976 på hemmaplan i Innsbruck deltog Koch i tävlingen i nordisk kombination. Han slutade på en 26:e plats.
Koch debuterade i världscupen i backhoppning i stora backen i St. Nizier i Frankrike 10 februari 1980. Han blev nummer 4 i sin första internationella tävling i backhoppning. Han var 2,6 poäng från en plats på prispallen. Koch placerade sig på prispallen i världscupdeltävlingen i skidflygningsbacken Copper Peak i Ironwood i USA 14 februari 1981 då han blev nummer 3 efter landsmännen Alois Lipburger och Andreas Felder. Fritz Koch var som bäst i den sammanlagta världscupen säsongen 1980/1981 då han blev nummer 19 totalt. Koch avslutade den aktiva idrottskarriären 1981. 

## Övrigt
Efter avslutad backhoppskarriär har Fritz Koch varit verksam som idrottslärare och backhoppstränare. Han är far till backhopparen Martin Koch.